# Приріченське сільське поселення (Рузаєвський район)
Прирі́ченське сільське поселення (рос. Приреченское сельское поселение) — муніципальне утворення у складі Рузаєвського району Мордовії, Росія. Адміністративний центр та єдиний населений пункт — селище Левженський.

## Населення
Населення — 1077 осіб (2019, 1164 у 2010, 1261 у 2002).